# غوشنة غبساء
غوشنة غبساء (الاسم العلمي: Morchella fusca) هي نوع من الفطريات يتبع جنس الغوشنة من الفصيلة الغوشنية.